# Liste der Kreisstraßen in Straubing
Die Liste der Kreisstraßen in Straubing ist eine Auflistung der Kreisstraßen in der kreisfreien bayerischen Stadt Straubing mit deren Verlauf. 

## Abkürzungen
- SR: Kreisstraße im Landkreis Straubing-Bogen
- SRs: Kreisstraße in der kreisfreien Stadt Straubing
- St: Staatsstraße in Bayern

## Liste
Nicht vorhandene bzw. nicht nachgewiesene Kreisstraßen werden in Kursivdruck gekennzeichnet, ebenso Straßen und Straßenabschnitte, die unabhängig vom Grund (Herabstufung zu einer Gemeindestraße oder Höherstufung) keine Kreisstraßen mehr sind.
Der Straßenverlauf wird in der Regel von Nord nach Süd und von West nach Ost angegeben.
| Nr. SRs | Verlauf |
| ------- | --- |
| SRs 2   | St 2142 – Georg-Kelnhofer-Straße – SRs 13 – Alburger Hauptstraße – Stadtgrenze – (SR 2 im Landkreis Straubing-Bogen) |
| SRs 10  | (SR 10 im Landkreis Straubing-Bogen) – Stadtgrenze – Kagerser Hauptstraße – SRs 20 – Kagerser Hauptstraße – SRs 21 – Kagerser Hauptstraße – SRs 48 – Am Spitalthor – Spitalgasse – Rot-Kreuz-Platz – Fürstenstraße – Schloßplatz – St 2141 |
| SRs 11  | SRs 19 – Aiterhofener Straße – SRs 12 – Alfred-Dick-Ring – – Alfred-Dick-Ring – (Untere Dorfstraße) – Stadtgrenze – (SR 11 im Landkreis Straubing-Bogen)                                                                                   |
| SRs 12  | St 2141 – Alfred-Dick-Ring – St 2142 – Alfred-Dick-Ring – SRs 11 – Alfred-Dick-Ring – SRs 19 – Alfred-Dick-Ring – Stadtgrenze – (SR 12 im Landkreis Straubing-Bogen)                                                                       |
| SRs 13  | SRs 2 – Karl-Bickleder-Straße – Wittelsbacherhöhe – Dr.-Otto-Höchtl-Straße – St 2141 |
| SRs 19  | St 2142 – Heerstraße – Ittlinger Straße – – Ittlinger Straße – Dr.-Kumpfmüller-Straße – SRs 11 – Amselfinger Straße – SRs 12 – Amselfinger Straße – Stadtgrenze – (SR 19 im Landkreis Straubing-Bogen)                                     |
| SRs 20  | (SR 20 im Landkreis Straubing-Bogen) – Stadtgrenze – Flugplatzstraße – SRs 10 |
| SRs 21  | SRs 10 – Lerchenhaid – – Lerchenhaid – St 2142 – Rittergasse – SRs 2 |
| SRs 34  | – Regensburger Straße – St 2142 |
| SRs 48  | St 2125 – Westtangente – SRs 10 – Westtangente – Am Kinseherberg – Stadtgraben – St 2142 |